# Урская, Галина Васильевна
Галина Васильевна Урская (род. 10 декабря 1957, п. Пятилетка, Брянский район, Брянская область, РСФСР, СССР) — государственный деятель Приднестровской Молдавской Республики. Министр юстиции Приднестровской Молдавской Республики с октября 2006 по апрель 2009. Действительный государственный советник юстиции.

## Биография

### Образование
В 1977 поступила в Харьковский юридический институт имени Ф. Э. Дзержинского на специальность «Правоведение».
В 1997 окончила курсы Академии народного хозяйства при Правительстве Российской Федерации.
В 1999 окончила Академию государственной службы при Президенте Российской Федерации.

### Карьера
В 1982 после окончания Харьковского юридического института была принята на должность юрисконсульта МХО «Колхоз „Живпром“» города Оргеев Молдавской ССР.
С 1984 по 1987 — работала на должности юрисконсульта Управления Исправительно-трудовых учреждений МВД Молдавской ССР.
С 1987 по 1992 — юрисконсульт Оргеевской мебельной фабрики.
В 1992 — старший юрисконсульт электроаппаратного завода Тирасполя.
С 1992 по 2006 — судья Арбитражного суда Приднестровской Молдавской Республики, с 1997 также заместитель председателя Арбитражного суда.
С октября 2006 по апрель 2009 — министр юстиции Приднестровской Молдавской Республики.
C 27 июля 2009 — судья Арбитражного суда Приднестровской Молдавской Республики (бессрочно).
Совмещает работу с преподавательской деятельностью по юридическим дисциплинам в ВУЗах Тирасполя.

## Семья
- Замужем, имеет двух сыновей.

## Награды и звания
- Орден Почёта
- Медаль «За трудовую доблесть»
- Медаль «За безупречную службу» III степени
- Заслуженный юрист Приднестровской Молдавской Республики
- Почётная грамота Президента Приднестровской Молдавской Республики
- Юбилейные медали

## Классный чин
- Действительный государственный советник юстиции